# Dél-koreai ünnepnapok
Dél-Korea munkaszüneti napjai három fő kategóriába sorolhatóak:
- Nemzeti ünnep (koreai: 국경일; hanja: 國慶日).
- Nemzeti zászlófelvonás napja (koreai:국기게양일; hanja: 國旗揭揚日).
- Állami ünnep (koreai: 공휴일; hanja: 公休日)

Mindegyik kategóriának más-más jogalapja van. Minden nemzeti nap zászlófelvonási nap is.

## Ünnepnapok Dél-Koreában
| Magyar név | Koreai név                                                 | Átirat                                                                          | Dátum                                               | Megjegyzés | Nemzeti ünnepnap | Zászlófelvonási nap | Munkaszüneti nap |
| --- | ---------------------------------------------------------- | ------------------------------------------------------------------------------- | --------------------------------------------------- | --- | ---------------- | ------------------- | ---------------- |
| Újév napja | 신정                                                       | Sinjeong                                                                        | január 1.                                           | Az ünnep hivatalos neve azt jelenti, hogy ez az új naptár újév napja. | nem              | nem                 | igen             |
| Koreai újév | 설날                                                       | Seollal                                                                         | A holdnaptár első hónapjának első napja             | Más néven Seol (koreai: 설) vagy Gujeong (koreai: 구정; hanja: 舊正). A holdnaptár első napja. A hagyományos koreai ünnepek közül az egyik legfontosabb, és fontosabb ünnepnek számít, mint a gregorián újév napja. | nem              | nem                 | igen (3 nap)     |
| Daeboreum | 정월 대보름                                                | Jeong-wol daeboreum                                                             | A holdnaptár első hónapjának tizenötödik napja      | A Daeboreum (koreai: 대보름) egy koreai ünnep, amely a koreai holdnaptár új évének első teliholdját ünnepli, amely az első teliholdfesztivál koreai változata. Ezt az ünnepet számos hagyomány kíséri. | nem              | nem                 | nem              |
| Függetlenségi mozgalom napja | 3.1절                                                      | Samiljeol                                                                       | március 1.                                          | Ez a nap az 1919. évi március 1-jei mozgalomra emlékezik. Az év március 1-jén 33 koreai nacionalista és diák Szöulban kikiáltotta nemzetének függetlenségét. Ez országos polgári tiltakozást indított el, és katalizátora volt a Koreai Köztársaság Ideiglenes Kormányának megalakulásának (1919. április 13.). | igen             | igen                | igen             |
| Gyermeknap | 어린이날                                                   | Eorininal                                                                       | május 5.                                            | Az a nap, amikor a kicsik egyéniségüket ünneplik és a boldog jövőjük megtervezésére gondolnak. Koreában 1922. május 1-jén indult a Gyermeknap, amikor Bang Jeong-hwan (koreai: 방정환) és még hét másik ember meghirdette ezt a napot. 1946-ban május 5-ére módosult a dátum, majd 1975-ben vált hivatalos ünneppé. | nem              | nem                 | igen             |
| Buddha születésnapja | 부처님 오신 날                                             | Bucheonnim Osinnal                                                              | A holdnaptár negyedik hónapjának nyolcadik napja    | Régebben Seokgatansinil (koreai: 석가탄신일; hanja: 釋迦誕辰日) néven ismert; emellett Sawol Chopailnak (koreai: 사월 초파일; hanja: 四月初八日) is nevezik. Gautama Buddha születésnapja. | nem              | nem                 | igen             |
| Emléknap | 현충일                                                     | Hyeonchung-il                                                                   | június 6.                                           | Ez a nap a katonai szolgálatban vagy a függetlenségi mozgalomban elhunyt férfiakról és nőkről emlékezik meg. Nemzeti megemlékezéseket tartanak a szöuli és daejeoni nemzeti temetőkben. | nem              | fél árbóc           | igen             |
| Alkotmány napja | 제헌절                                                     | Jeheonjeol                                                                      | július 17.                                          | Ez a nap a Koreai Köztársaság alkotmányának 1948-as kihirdetését ünnepli. | igen             | igen                | nem (2008 óta)   |
| Felszabadulás napja | 광복절                                                     | Gwangbokjeol                                                                    | augusztus 15.                                       | Ezen a napon ünneplik a koreaiak a Japán Birodalomtól való 1945-ös nemzeti felszabadulást és a Koreai Köztársaság kormányának 1948-as megalakulását. A gwangbok (koreai: 광복) jelentése "a fény visszaállítása". | igen             | igen                | igen             |
| Cshuszok | 추석                                                       | Chuseok                                                                         | A holdnaptár nyolcadik hónapjának tizenötödik napja | Ezt az ünnepet Han-gawi (koreai: 한가위) néven is ismerik Koreában. Ez egy hagyományos szüreti és őszi fesztivál, egyben az egyik legfontosabb koreai ünnep. A jó termés tiszteletére a koreaiak gyakran felkeresik őseik szülővárosait, és egy hagyományos étkezésen vesznek részt. | nem              | nem                 | igen (3 nap)     |
| Nemzet alapítás ünnepe | 개천절                                                     | Gaecheonjeol                                                                    | október 3.                                          | Ezen a napon Gojoseon, a koreai nemzet első államának megalapítását ünneplik. A Szamguk jusza szerint Tanggun alapította Kodzsoszon-t a tizedik holdhónap harmadik napján, i.e. 2333-ban. Ma a dél-koreaiak a kényelem kedvéért október 3-án ünneplik nemzetük alapítását a Gergely-naptár szerint. A Gaecheonjeol (koreai: 개천절) azt jelenti, hogy „megnyílt mennyország napja”.                                                    | igen             | igen                | igen             |
| Hangul Nap | 한글날                                                     | Hangulnal                                                                       | október 9.                                          | A nap a hangul, a koreai nyelv anyanyelvi ábécéjének feltalálásáról (1443) és kihirdetéséről (1446) emlékezik meg. Nagy Sejong király, a hangul feltalálója, a koreai történelem egyik legtiszteltebb uralkodója. | igen             | igen                | igen             |
| Karácsony | 크리스마스/성탄절                                          | Keuriseumaseu/Seongtanjeol                                                      | december 25.                                        | Általános nevén Seongtanjeol (koreai: 성탄절; hanja: 聖誕節), különösen a koreai keresztények körében fontos ünnep, minden évben december 25-én ünneplik meg. | nem              | nem                 | igen             |
| Választási napok a tisztségviselők választásáról szóló törvény 34. §-ában említett hivatali idő megszűnésével kapcsolatos választásokhoz | 「공직선거법」 제34조에 따른 임기만료에 의한 선거의 선거일 | Gongjikseongeobeop jesamsipsajoe ttareun imgimanryoe uihan seongeoeui seongeoil | Nem fix, de mindig szerda                           | Általában Seongeoil-nak (koreai: 선거일) vagy Seongeonal-nak (koreai: 선거날) (választás napjának) nevezik, röviden. Ennek az ünnepnek a dátuma a rendes elnökválasztás napjára, a törvényhozási választás napjára és a helyi választás napjára korlátozódik (kivéve az előrehozott szavazás napját, az időközi választás napját, a népszavazás napját vagy a hasonló felelősségre vonás miatti előre nem tervezett választási napot). | nem              | nem                 | igen             |

## Nemzeti ünnepnapok
Ezekben a napokban ünneplik a Korea számára örömtelinek tartott eseményeket. Kezdetben a Függetlenségi mozgalom napját (március 1.) ünnepelték meg, amelyet először 1946-ban írták elő. A Koreai Köztársaság kormányának 1948-as megalakulása után négy nagy nemzeti ünnepet tartottak (a függetlenségi mozgalom napja, az alkotmány napja, a felszabadulás napja és a nemzet alapítás ünnepe), amelyet a "Nemzeti Ünnepnapokról szóló törvény" (koreai: 국경일에관한법률) biztosított 1949-ben. 2005-ben a hangul nap az 5. nemzeti ünnepnap lett.

## Zászlófelvonási napok
Az összes nemzeti ünnepnapot, emléknapot (fél árbóc) és a fegyveres erők napját a „Nemzeti zászló-törvény” (koreai: 대한민국국기법 제8조) 8. cikke biztosítja. Ezeken a napokon minden háznál és minden út mentén népszerűsítik a taegukgi felhúzását.

## Nemzeti munkaszüneti napok
Ezeket az „Állami ügynökségek szabadságáról szóló szabályzat”a (koreai: 관공서의 공휴일에 관한 규정) biztosítja. Ez a rendelet eredetileg csak a kormányzati és állami hivatalokra vonatkozott, de a legtöbb egyéni üzleti hivatal is ezt követi.

## Dátumok a naptárban:holdújév,Buddha születésnapjaéscshuszok
| 1994 | Február 10. (csütörtök) | Május 18. (szerda)      | Szeptember 20. (kedd)      |
| 1995 | Január 31. (kedd)       | Május 7. (vasárnap)     | Szeptember 9. (szombat)    |
| 1996 | Február 19. (hétfő)     | Május 24. (péntek)      | Szeptember 27. (péntek)    |
| 1997 | Február 8. (szombat)    | Május 4. (szerda)       | Szeptember 16. (kedd)      |
| 1998 | Január 28. (szerda)     | Május 3. (vasárnap)     | Október 5. (hétfő)         |
| 1999 | Február 16. (kedd)      | Május 22. (szombat)     | Szeptember 24. (péntek)    |
| 2000 | Február 5. (szombat)    | Május 11. (csütörtök)   | Szeptember 12. (kedd)      |
| 2001 | Január 24. (szerda)     | Május 1. (kedd)         | Október 1. (hétfő)         |
| 2002 | Február 12. (kedd)      | Május 19. (vasárnap)    | Szeptember 21. (szombat)   |
| 2003 | Február 1. (szombat)    | Május 8. (csütörtök)    | Szeptember 11. (csütörtök) |
| 2004 | Január 22. (csütörtök)  | Május 26. (szerda)      | Szeptember 28. (kedd)      |
| 2005 | Február 9. (szerda)     | Május 15. (vasárnap)    | Szeptember 18. (vasárnap)  |
| 2006 | Január 29. (vasárnap)   | Május 5. (péntek)       | Október 6. (péntek)        |
| 2007 | Február 18. (vasárnap)  | Május 24. (csütörtök)   | Szeptember 25. (kedd)      |
| 2008 | Február 7. (csütörtök)  | Május 12. (hétfő)       | Szeptember 14. (vasárnap)  |
| 2009 | Január 26. (hétfő)      | Május 2. (szombat)      | Október 3. (szombat)       |
| 2010 | Február 14. (vasárnap)  | Május 21. (péntek)      | Szeptember 22. (szerda)    |
| 2011 | Február 3. (csütörtök)  | Május 10. (kedd)        | Szeptember 12. (hétfő)     |
| 2012 | Január 23. (hétfő)      | Május 28. (hétfő)       | Szeptember 30. (vasárnap)  |
| 2013 | Február 10. (vasárnap)  | Május 17. (péntek)      | Szeptember 19. (csütörtök) |
| 2014 | Január 31. (péntek)     | Május 6. (kedd)         | Szeptember 8. (hétfő)      |
| 2015 | Február 19. (csütörtök) | Május 25. (hétfő)       | Szeptember 27. (vasárnap)  |
| 2016 | Február 8. (hétfő)      | Május 14. (szombat)     | Szeptember 15. (csütörtök) |
| 2017 | Január 28. (szombat)    | Május 3. (szerda)       | Október 4. (szerda)        |
| 2018 | Február 16. (péntek)    | Május 22. (kedd)        | Szeptember 24. (hétfő)     |
| 2019 | Február 5. (kedd)       | Május 12. (vasárnap)    | Szeptember 13. (péntek)    |
| 2020 | Január 25. (szombat)    | Április 30. (csütörtök) | Október 1. (csütörtök)     |
| 2021 | Február 12. (péntek)    | Május 19. (szerda)      | Szeptember 21. (kedd)      |
| 2022 | Február 1. (kedd)       | Május 8. (vasárnap)     | Szeptember 10. (szombat)   |
| 2023 | Január 22. (vasárnap)   | Május 27. (szombat)     | Szeptember 29. (péntek)    |
| 2024 | Február 10. (szombat)   | Május 15. (szerda)      | Szeptember 17. (kedd)      |
| 2025 | Január 29. (szerda)     | Május 5. (hétfő)        | Október 6. (hétfő)         |
| 2026 | Február 17. (kedd)      | Május 24. (vasárnap)    | Szeptember 25. (péntek)    |
| 2027 | Február 7. (vasárnap)   | Május 13. (csütörtök)   | Szeptember 15. (szerda)    |
| 2028 | Január 27. (csütörtök)  | Május 2. (kedd)         | Október 3. (kedd)          |
| 2029 | Február 13. (kedd)      | Május 20. (vasárnap)    | Szeptember 22. (szombat)   |
| 2030 | Február 3. (vasárnap)   | Május 9. (csütörtök)    | Szeptember 12. (csütörtök) |
| 2031 | Január 23. (csütörtök)  | Május 28. (szerda)      | Október 1. (szerda)        |
| 2032 | Február 11. (szerda)    | Május 16. (vasárnap)    | Szeptember 19. (vasárnap)  |
| 2033 | Január 31. (hétfő)      | Május 6. (péntek)       | Szeptember 8. (csütörtök)  |
| 2034 | Február 19. (vasárnap)  | Május 25. (csütörtök)   | Szeptember 27. (szerda)    |
| 2035 | Február 8. (csütörtök)  | Május 15. (kedd)        | Szeptember 16. (vasárnap)  |
| 2036 | Január 28. (hétfő)      | Május 3. (szombat)      | Október 4. (szombat)       |
| 2037 | Február 15. (vasárnap)  | Május 22. (péntek)      | Szeptember 24. (csütörtök) |
| 2038 | Február 4. (csütörtök)  | Május 11. (kedd)        | Szeptember 13. (hétfő)     |
| 2039 | Január 24. (hétfő)      | Április 30. (szombat)   | Október 2. (vasárnap)      |
| 2040 | Február 12. (vasárnap)  | Május 18. (péntek)      | Szeptember 21. (péntek)    |
| 2041 | Február 1. (péntek)     | Május 7. (kedd)         | Szeptember 10. (kedd)      |
| 2042 | Január 22. (szerda)     | Május 26. (hétfő)       | Szeptember 28. (vasárnap)  |
| 2043 | Február 10. (kedd)      | Május 16. (szombat)     | Szeptember 17. (csütörtök) |
| 2044 | Január 30. (szombat)    | Május 5. (csütörtök)    | Október 5. (szerda)        |
| 2045 | Február 17. (péntek)    | Május 24. (szerda)      | Szeptember 25. (hétfő)     |
| 2046 | Február 6. (kedd)       | Május 13. (vasárnap)    | Szeptember 15. (szombat)   |
| 2047 | Január 26. (szombat)    | Május 2. (csütörtök)    | Október 4. (péntek)        |
| 2048 | Február 14. (péntek)    | Május 20. (szerda)      | Szeptember 22. (kedd)      |
| 2049 | Február 2. (kedd)       | Május 9. (vasárnap)     | Szeptember 11. (szombat)   |
| 2050 | Január 23. (vasárnap)   | Május 28. (szombat)     | Szeptember 30. (péntek)    |

## Fordítás
Ez a szócikk részben vagy egészben  a   Public holidays in South Korea című angol Wikipédia-szócikk fordításán alapul.  Az eredeti cikk szerkesztőit annak laptörténete sorolja fel. Ez a jelzés csupán a megfogalmazás eredetét és a szerzői jogokat jelzi, nem szolgál a cikkben szereplő információk forrásmegjelöléseként.